# Copelatus collarti
Copelatus collarti är en skalbaggsart som beskrevs av Gschwendtner 1932. Copelatus collarti ingår i släktet Copelatus och familjen dykare. Inga underarter finns listade i Catalogue of Life.